# Livio Castiglioni
Livio Castiglioni (16 de enero de 1911-30 de abril de 1979) fue un arquitecto y diseñador italiano. Hizo una importante contribución al diseño de iluminación italiano del siglo XX, siendo uno de los primeros defensores de la práctica del diseño industrial en Italia.

## Primeros años
Livio Castiglioni nació en Milán en 1911. Era hijo de Livia Bolla y del escultor Giannino Castiglioni, y hermano mayor de los arquitectos Achille y Pier Giacomo Castiglioni.
Se licenció en arquitectura en la Politécnico de Milán en 1936 y, posteriormente, comenzó a ejercer con su hermano Pier Giacomo y con Luigi Caccia Dominioni. Después de la Segunda Guerra Mundial, el hermano menor de los Castiglioni, Achille, se unió a su estudio de arquitectura y diseño. A mediados de los años 1950, Livio abandonó la firma para fundar su propio estudio de diseño.

## Trabajo y carrera

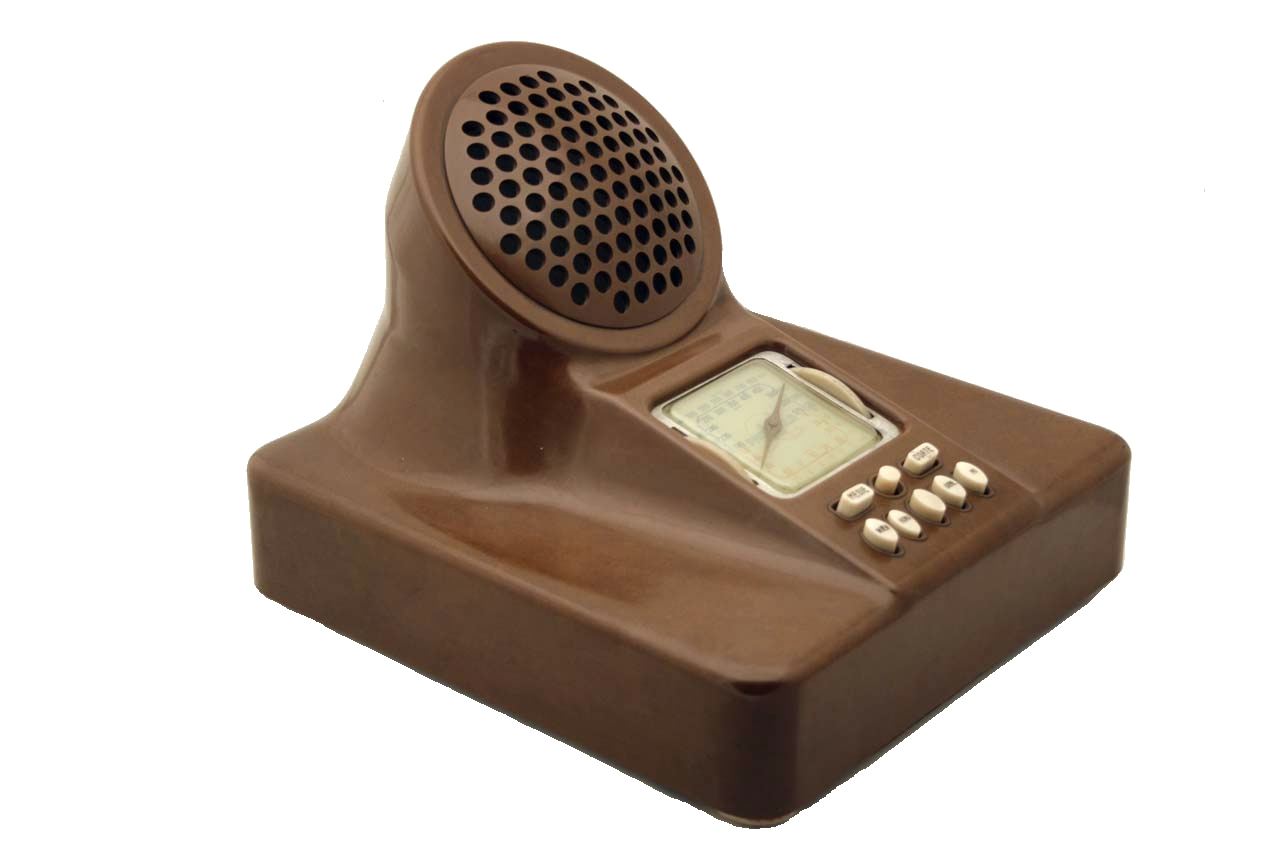
Radio de mesa diseñada para Phonola SA en 1939 (con Luigi Caccia Dominioni y Pier Giacomo Castiglioni)

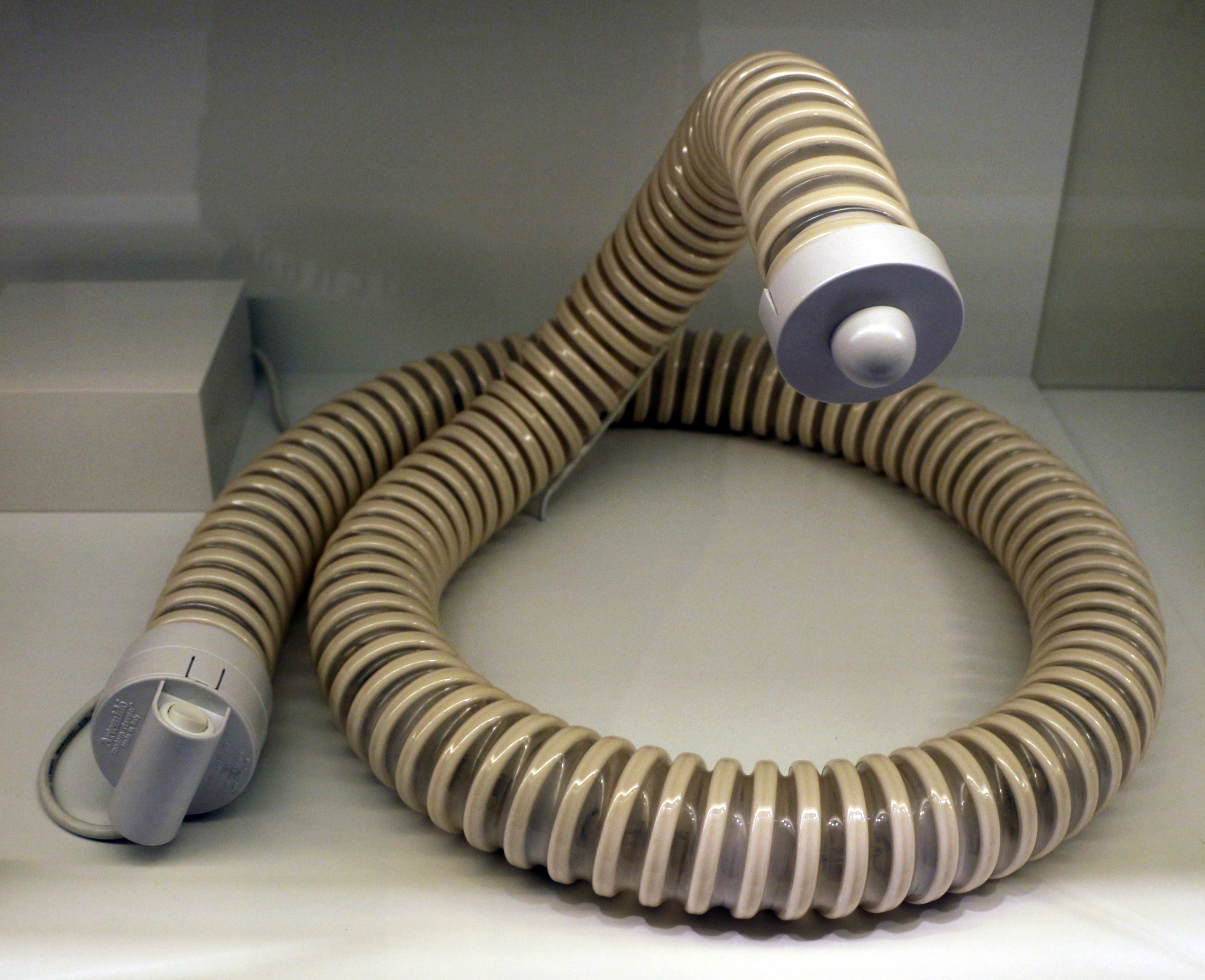
Lámpara Boalum diseñada para Artemide en 1969–1970 (con Gianfranco Frattini)

Gran parte del trabajo inicial de los hermanos Castiglioni se realizó en expografía, aunque también llevaron a cabo varios proyectos arquitectónicos, incluida la reconstrucción en 1952-1953 del Palazzo della Permanente de Milán, que había sido destruido por los bombardeos aliados en 1943.
Livio Castiglioni diseñó productos para empresas como Alessi, Artemide, FontanaArte y Stilnovo. Uno de sus primeros trabajos de diseño industrial fue la radio de sobremesa "F.I.M.I. Phonola 547" de 1939, que se encuentra entre los primeros ejemplos de esta tipología de producto que desafió las formas y la estética tradicionales, convirtiéndose en un punto de inflexión en la historia del diseño industrial italiano. Fue consultor de Phonola hasta 1956, y luego de  Brionvega de 1960 a 1964.
En 1969-1970, junto con Gianfranco Frattini, diseñó la lámpara "Boalum" para Artemide (el nombre combina el nombre de la serpiente "boa" y "lum" de "lume", una palabra italiana que significa luz). El diseño todavía estaba en producción en 2023, más de cincuenta años después de su primera fabricación.
Castiglioni fue uno de los miembros fundadores de la Associazione per il Disegno Industriale en Milán y fue su presidente en 1959 y 1960. También se le atribuye ser uno de los creadores del premio Compasso d'Oro.
Trabajó como diseñador de iluminación durante las décadas de 1960 y 1970, y colaboró con muchos otros creadores, como los arquitectos Gae Aulenti, Cini Boeri, Cesare Maria Casati y Roberto Menghi, así como con su hijo Piero Castiglioni.

## Legado
Castiglioni murió en Milán en 1979, y está enterrado en el cementerio milanés de Chiaravalle.
Se conservan ejemplos de su obra en las colecciones de museos como el Museo Nacional de la Ciencia y la Tecnología Leonardo da Vinci y el ADI Design Museum de Milán, el Centro Pompidou de París, el Museo Boijmans Van Beuningen de Róterdam, el Museo de Arte de San Luis de San Luis (Misuri), así como en el MoMA y en el Museo Metropolitano de Arte de Nueva York.

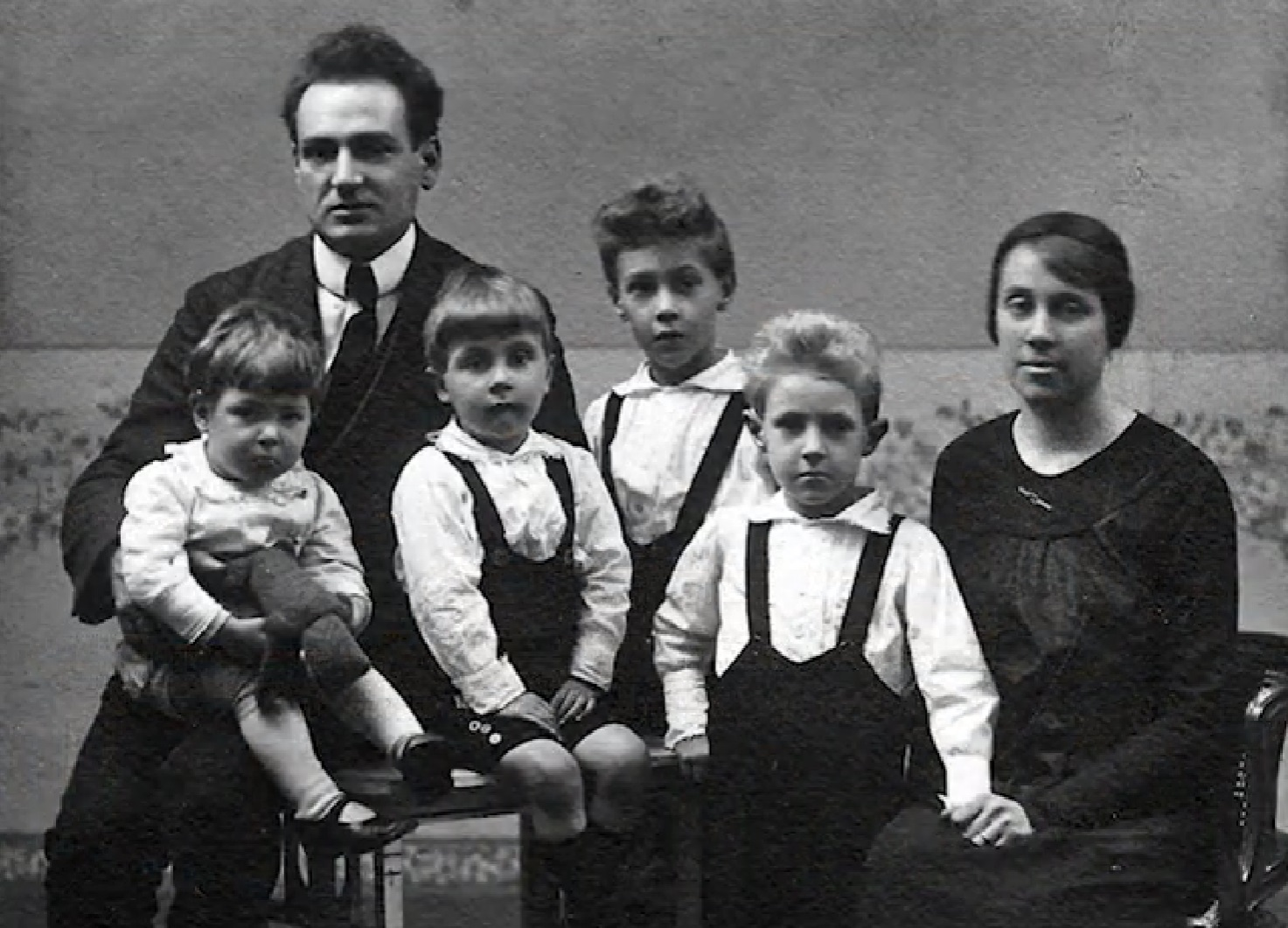
Retrato de la familia Castiglioni con los hermanos Achille, Livio (centro) y Pier Giacomo (1922)

Reflexionando sobre su amistad con los Castiglioni, el diseñador Massimo Vignelli dijo:
En realidad, los hermanos Castiglioni eran una sola persona. La simbiosis de pensamiento, capacidad creativa, inspiración y ejecución eran parte integral de su ser. Hablar con uno de ellos o con los tres era lo mismo, eran completamente intercambiables; la misma voz, el mismo acento, la misma sonrisa, la misma risa, los mismos gestos. Eran los Castiglioni, como su trabajo, fruto indivisible de la misma investigación, de la misma pasión, de una gran capacidad para transformar el mundo que nos rodea en un nuevo gesto memorable.

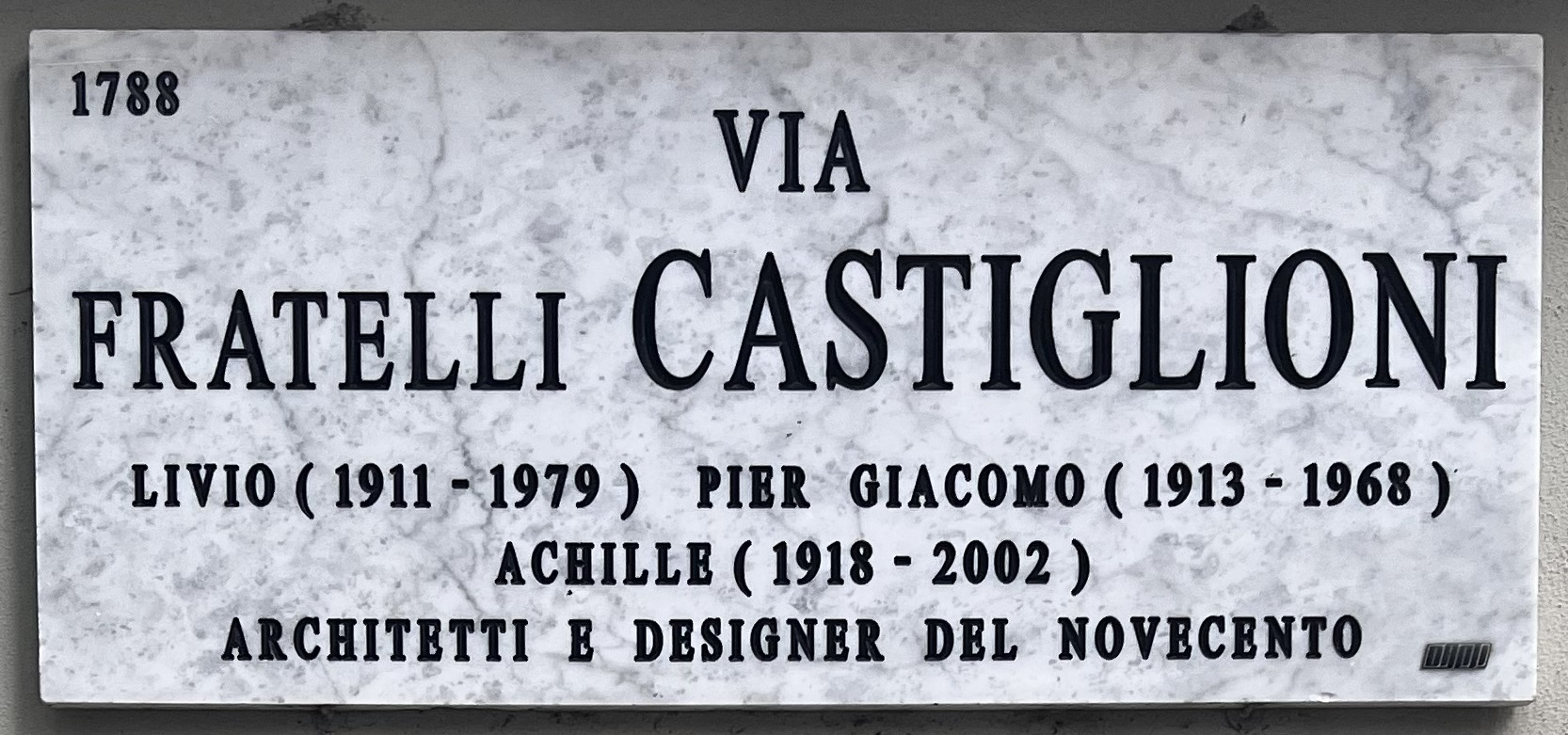

En 2014 la ciudad de Milán bautizó una calle como "Via Fratelli Castiglioni" en honor a los tres hermanos Castiglioni.

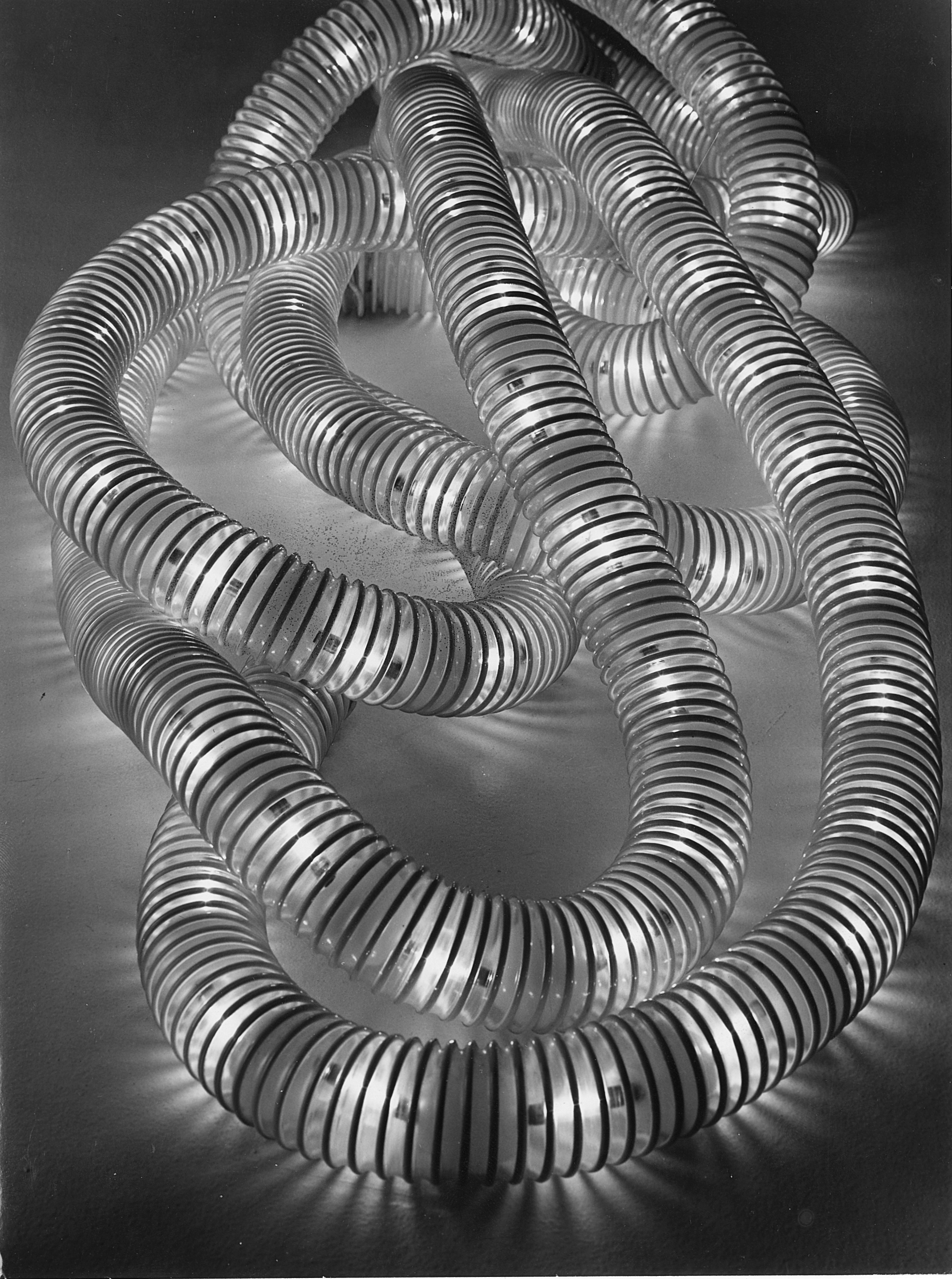
Lámpara Boalum (iluminada)

## Lectura adicional
- Fiell, Charlotte; Fiell, Peter (2005). Design of the 20th Century (25th anniversary edición). Köln: Taschen. pp. 148–153. ISBN 9783822840788. OCLC 809539744.